# Western (Gâmbia)
Western é uma das seis regiões da Gâmbia. Tem uma área de 1 764 km² e uma população de 392 987 habitantes. A sua capital é a cidade de Brikama.

## Distritos
Western está dividida em nove distritos:
- Foni Bintang-Karenai
- Foni Bondali
- Foni Brefet
- Foni Jarrol
- Foni Kansala
- Kombo Central
- Kombo East
- Kombo North/Saint Mary
- Kombo South